# Sör-Stormyrlidens naturreservat
Sör-Stormyrliden är ett naturreservat ungefär 15 kilometer norr om Hemling i Björna socken, Örnsköldsviks kommun. Reservatet inrättades 2014 och omfattar 21 hektar av brandpräglad gammelskog.
Skogen har en tydlig brandprägel med gamla tallar och spår av brand. Det skulle därför vara önskvärt med naturvårdsbränning för att bibehålla områdets karaktär. Detta kommer dock knappast att ske, eftersom arealen är så pass liten.

## Beskrivning
Reservatet är ett brandpräglat område med gammelskog på en västsluttning, varierat från hällmarkspartier till tät, mörk granskog.

## Reservatsbildning
Stora delar av reservatet klassades 2009 som nyckelbiotop av Skogsstyrelsen. Under 2013 inleddes värdering av området, som resulterade i beslut om reservatsbildning i september 2014.
Sör-Stormyrliden ligger vidare inom kärnområdet av riksintresse för rennäringen.

## Svampar
I området förekommer den sällsynta talltickan (Porodaedalea pini) NT. Bland rödlistade svamparter i övrigt kan nämnas: doftskinn (Cystostereum murrayi) NT, lappticka (Amylocystis lapponicus) VU, rosenticka (Fomitopsis rosea) NT och ullticka (Phellinidium ferrugineofuscum) NT.

## Bildgalleri

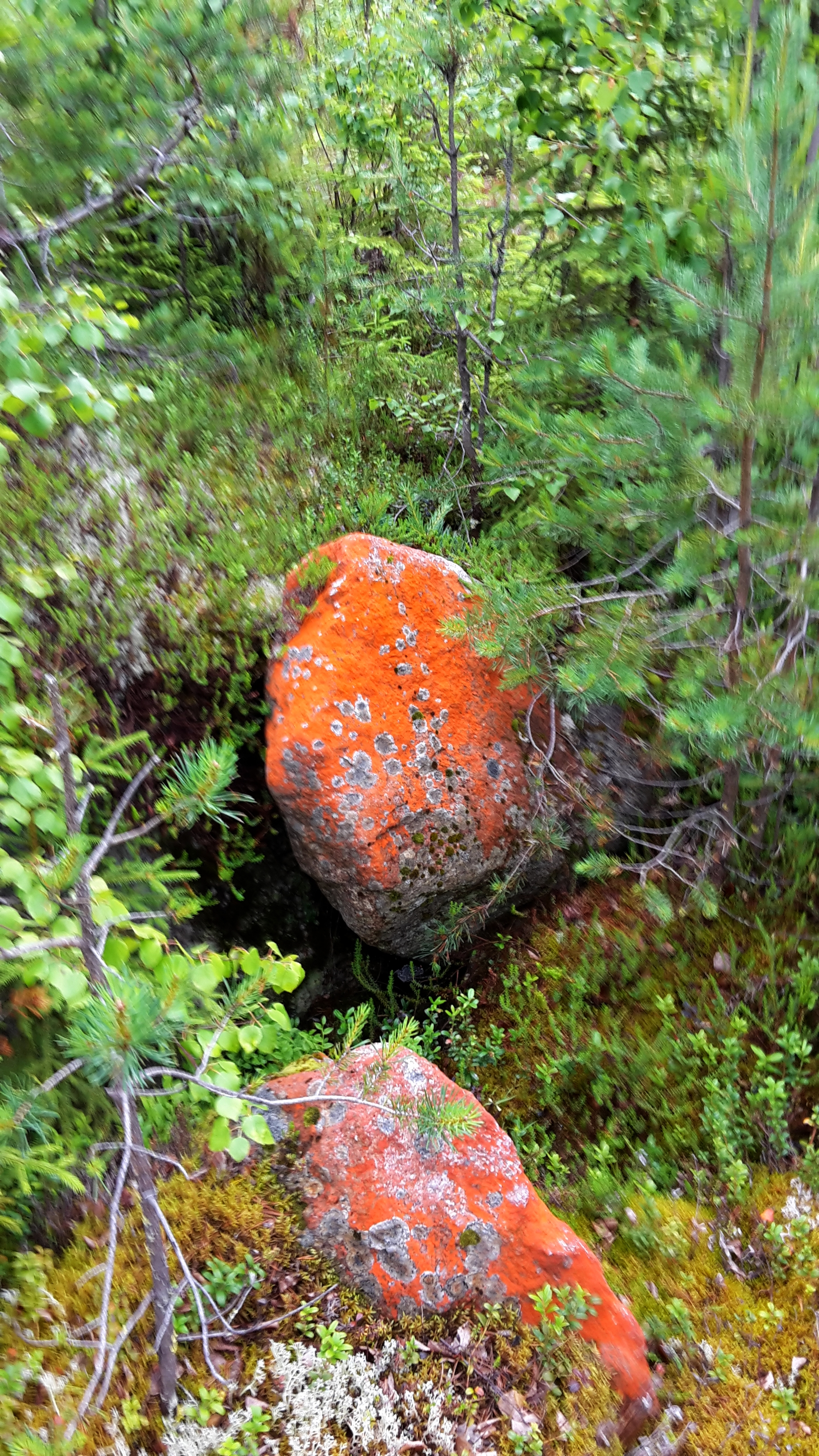
Violstensalg är en karaktärsart vid Sör-Stormyrliden, precis som i stora delar av Björna.